# بوني بيكر (عازفة جاز)
بوني بيكر (بالإنجليزية: Bonnie Baker)‏ هي عازفة جاز أمريكية، ولدت في 1 أبريل 1917 في أورانج في الولايات المتحدة، وتوفيت في 11 أغسطس 1990 في فورت لودرديل في الولايات المتحدة.

## وصلات خارجية
- بوني بيكر على موقع IMDb (الإنجليزية)
- بوني بيكر على موقع ميوزك برينز (الإنجليزية)
- بوني بيكر على موقع ديسكوغز (الإنجليزية)
- بوني بيكر على موقع قاعدة بيانات الفيلم (الإنجليزية)